# 双黄乡
双黄乡是中华人民共和国浙江省丽水市莲都区一个已撤销的乡，2012年11月20日，浙江省人民政府批复同意撤销双黄乡，将其所辖行政区域划归岩泉街道。